# Gris-gris

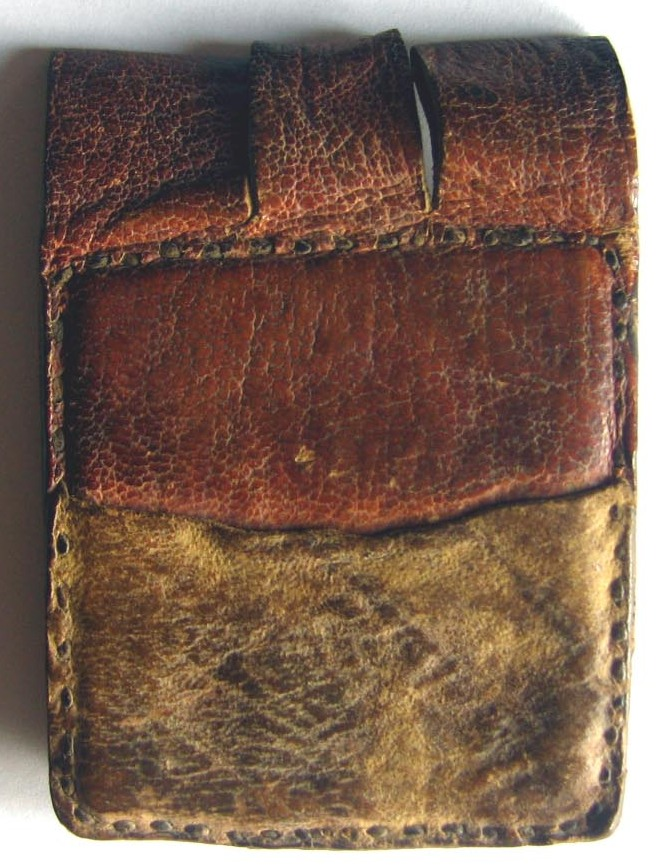
Un De l'oest africà Tuareg gris-gris

Gris-grís, també anomenat grígrí o grisgris, és un amulet vodú originari d'Àfrica. La creença diu que protegeix al seu portador del mal o que dona bona sort, i a alguns països de l'Àfrica Occidental es fa servir com a mètode contraceptiu. Consisteix en una petita bossa de tela, normalment inscrita amb versos de l'Alcorà i que conté un nombre ritual de petits objectes.

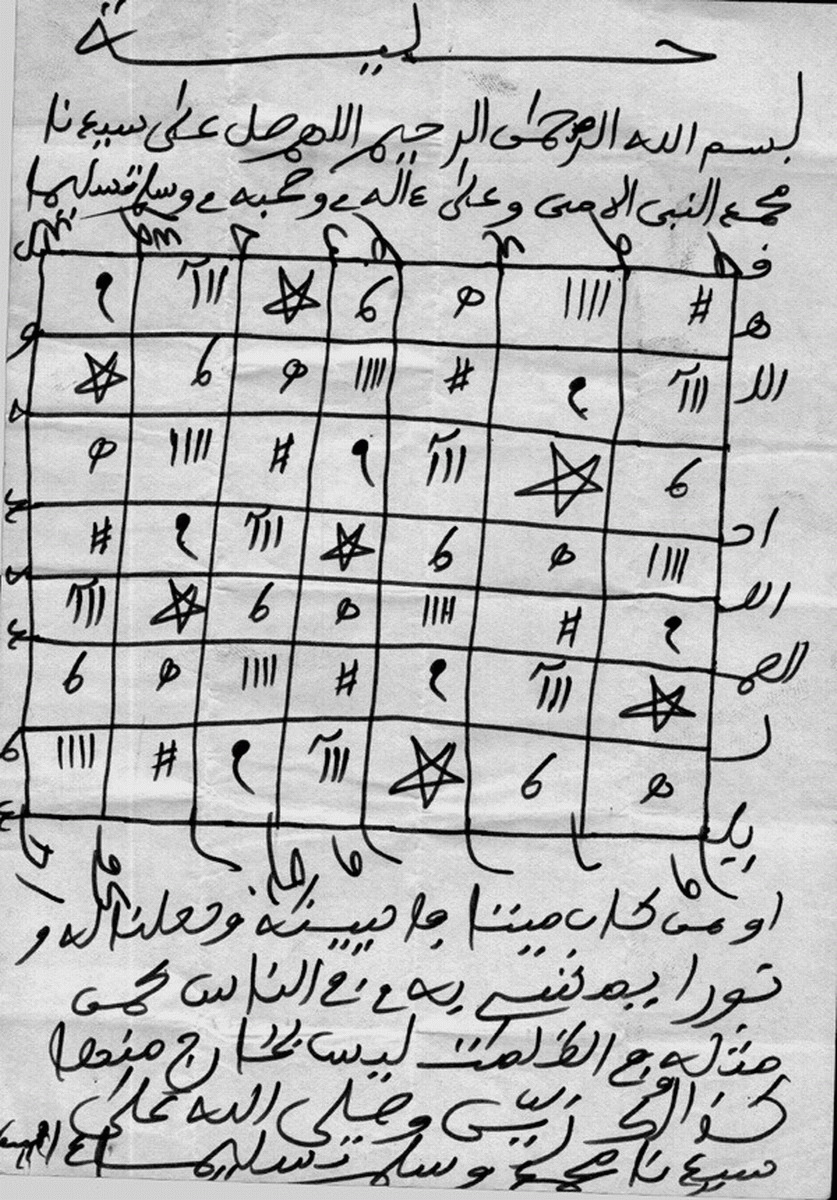
El contingut d'un gris-gris fula.

## Etimologia
Tot i que els orígens exactes de la paraula són desconeguts, alguns historiadors tracen la paraula fins al terme africà juju, que significa fetitxe. Una teoria alternativa és que la paraula s'origina amb el francès joujou, que es refereix a una nina o una joguina. També han estat atribuïts, en fonts acadèmiques, al terme "màgia" en llengua mandingo.

## Història
El gris-gris tenen el seu origen a Dagomba, a Ghana, i foren associats a les tradicions islàmiques. Al principi els gris-gris foren ser adornats amb escriptura aràbiga i solien usar-se com a guarda contra els mals esperits (com els diabòlics djinn) o la mala sort. Els historiadors de l'època anotaren que era d'ús comú i freqüent tant per a creients com per a no creients, i que també s'usaven per a protegir edificis.
Si bé l'origen dels gris-gris es troba en el continent Africà, el moviment massiu de població esclava cap al Nou Món permeté que el seu ús travessés l'Oceà Atlàntic i fos adoptat ràpidament pels practicants de vodú. La pràctica, però, canvià aviat i els gris-gris passaren a concebre's en un sentit diferent, pensant en usar la màgia contra la víctima en lloc de protegir-la. Els esclaus sovint utilitzaren gris-gris contra els seus propietaris i encara se'n poden veure alguns adornant les seves tombes. Es coneixen casos d'aquest període en els que alguns esclaus tallaven, ofegaven o manipulaven de diferents maneres el gris-gris per a causar els mateixos danys a l'objectiu. Tot i que a Haití, el gris-gris és concebut com a amulet protector i és usat com a part d'una religió practicada de manera generalitzada, la comunitat cajun de Louisiana els entén com a símbols de màgia negra i mala fortuna. Malgrat les connotacions negatives d'aquests amulets, els anomenats doctors gris-gris han operat en les comunitats criolles de Louisiana durant segles i son vists de manera molt favorable per la comunitat. Durant el segle xix, el terme gris-gris fou usat indistintament a Louisiana tant pel significat embruixat com per a fer referència a l'amulet tradicional. Els Gris-gris també es fan servir en el Neo-Hoodoo, que té els seus orígens en Vodú. En aquest context, el gris-gris és la representació d'un mateix.

## Ús contemporani
Segons una enquesta de 1982, els gris-gris eren un dels tres principals mètodes contraceptius de les dones del Senegal (abstinència, arrels i herbes i encanteris ['gris-gris']). Més del 60% de les dones demostraren conèixer aquests mètodes, mentre que els mitjans contraceptius moderns no eren tan coneguts(la píndola era el que tenia un percentatge més alt, lleugerament superior al 40%). Els gris-gris son portats per amples sectors de la població "des de lluitadors a soldats, passant per mestresses de casa, i pot representar qualsevol cosa, des d'un mico a una serp o un ratolí."